# Sorbus frutescens
Sorbus frutescens är en rosväxtart som beskrevs av Mcall.. Sorbus frutescens ingår i släktet oxlar, och familjen rosväxter. Inga underarter finns listade i Catalogue of Life.